# Digitacalia chiapensis
Digitacalia chiapensis là một loài thực vật có hoa trong họ Cúc. Loài này được (Hemsl.) Pippen mô tả khoa học đầu tiên năm 1968.